# Abel Roper
Pour les articles homonymes, voir Roper (homonymie).
Abel Roper (1665-1726) est un journaliste et éditeur anglais de la fin du XVIIe siècle, qui a marqué l'époque de la Glorieuse révolution britannique et de son corollaire, la Révolution financière britannique. 

## Biographie
Fils d'Isaac Roper, Abel Roper est né à Atherstone, dans le Warwickshire en 1665. Adopté en 1677 par son oncle homonyme, Abel Roper, éditeur depuis 1638 dans Fleet Street, il devient son apprenti jusqu'au décès en 1680 de ce dernier. Il est alors amené à travailler alors pour l'imprimeur Christopher Wilkinson.
Helléniste et érudit, Abel Roper travaille pour le gouvernement issu de la Glorieuse révolution britannique de 1688, dont il s'éloignera ensuite, puis publie le premier Lilliburlero, puis rédige la préface du livre "The Life of William Fuller, the pretended evidence", en 1692.
Il fut en particulier l'éditeur du journal Post Boy, fondé en mai 1695, l'un des premiers grands journaux de la capitale britannique, qui est distribué grâce à la poste trois fois par semaine. Puis il entra en contact avec un autre éditeur londonien, Richard Baldwin, mais leur collaboration ne débouche pas, pour des raisons de divergences politiques. Richard Baldwin préfère en effet se tourner vers un de ses traducteurs, le journaliste français Jean de Fonvive pour lancer en octobre 1695, cinq mois après le Post Boy, le Post Man.
Abel Roper fut lui l'objet d'un mandat d'arrêt en mai 1696, à la suite d'informations voulant qu'il est publié des préparatifs de complot contre la famille royale, sous le pseudonyme de "John Chaplin". Il s'oppose alors au troisième journal londonien trihebdomadaire, le Flying Post, lancé par son rival George Ridpath.
Après le décès de la Reine, Abel Roper est inculpé le 27 août 1714 pour outrage au pouvoir. John Morphew, éditeur de son journal, indique alors à la justice que son actionnaire ne connait pas l'auteur de l'article. Il décède le 5 février 1726, exactement le même jour que son grand rival George Ridpath, patron du Flying Post.